# SF 항공의 운항 노선
SF 항공은 다음의 노선을 운항 중이다.

## 운항 노선

### 아시아

#### 동아시아
- 중화인민공화국
  - 베이징 - 베이징 수도 국제공항
  - 광저우 - 광저우 바이윈 국제공항
  - 난징 - 난징 루커우 국제공항
  - 난통 - 난통 싱동 국제공항
  - 다롄 - 다롄 저우수이쯔 국제공항
  - 상하이 - 상하이 푸동 국제공항
  - 샤먼 - 샤먼 가오치 국제공항
  - 싼야 - 싼야 펑황 국제공항
  - 선전 - 선전 바오안 국제공항 허브
  - 시안 - 시안 셴양 국제공항
  - 우루무치 - 우루무치 디워푸 국제공항
  - 우시 - 순안 슈오팡 국제공항
  - 우한 - 우한 톈허 국제공항
  - 원저우 - 원저우 종촨 국제공항
  - 정저우 - 정저우 신정 국제공항
  - 지난 - 지난 야오창 국제공항
  - 쿤밍 - 쿤밍 창슈이 국제공항
  - 톈진 - 톈진 빈하이 국제공항
  - 청두 - 청두 솽류 국제공항
  - 항저우 - 항저우 샤오산 국제공항
- 마카오
  - 마카오 - 마카오 국제공항
- 홍콩
  - 홍콩 - 홍콩 국제공항
- 일본
  - 도쿄 - 나리타 국제공항
- 중화민국
  - 타이베이시 - 타이완 타오위안 국제공항

#### 동남아시아
- 베트남
  - 호치민시 - 떤선녓 국제공항
- 싱가포르
  - 싱가포르 - 싱가포르 창이 국제공항
- 캄보디아
  - 프놈펜 - 프놈펜 국제공항

#### 남아시아
- 방글라데시
  - 다카 - 샤잘랄 국제공항
- 인도
  - 첸나이 - 첸나이 국제공항

### 유럽

#### 서유럽
- 독일
  - 한 - 프랑크푸르트 한 공항
- 벨기에
  - 리에주 - 리에주 공항

#### 동유럽
- 폴란드
  - 바르샤바 - 바르샤바 프레드릭 쇼팽 국제공항